# Transz
A transz vagy révület olyan módosult tudatállapot vagy speciális ébrenléti állapot, amelyben egy személy nincs tudatában önmagának, vagy egyáltalán nem reagál a külső ingerekre, de mégis képes egy cél elérésére és megvalósítására.
A kifejezés gyakran a hipnózishoz, a meditációhoz, a flow-élményhez, a sámánizmushoz, a mágiához, a szellemidézéshez és a misztikához kapcsolódik.

## Etimológia
A szó jelentése: önkívület, elragadtatás.
Az angolból átvett szó (trance), az ófrancia transe-ból ered, mely jelentése: „félelem (a bekövetkező rossztól)”, vagy eredetileg, a 12. században még gyakran használták olyan értelemben hogy „átkel/áthalad (az életből a halálba)”, ahogy a szamádhi kifejezést is néha használják a hinduizmusban és a jógában.
A francia szó a latin transire (= átkel, átmegy) szóból ered.

## Fizikai és mentális változások
A transz a következő testi és szellemi változásokkal jár gyakran együtt:
mentális: 
- jelentősen lecsökkent vagy megnövekedett memória
- megváltozott időérzék
- hallucinációk

fizikai változások: 
- megváltozott izomtónus (merev mozdulatlanság vagy izomrángás)
- akaratlan mozgások
- a reflexek lelassulása
- lelassult légzés és pulzus
- a tekintet egy helyen rögzülése vagy a szemhéjak teljes lezárása
- fájdalommentesség és érzéketlenség

A transz ugyanakkor a logikai elme kiküszöbölése. Mindig együtt jár a tudat beszűkülésével, ez ennek az állapotnak a fiziológiai ismertetőjele. Az agyi aktivitás, különösen a béta-hullámok bizonyos változásai kísérik, de a transzban lévő egyén EEG-je nem mutat különös változást.

## Formái

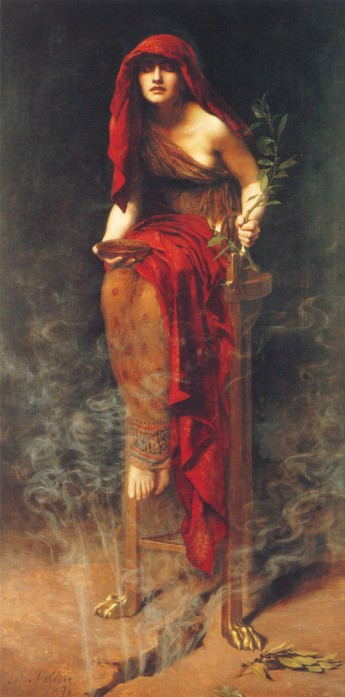
Püthia Delphoi jósdájában,
John Collier festménye

A transz formái nagyon különbözőek lehetnek. Főbb típusai:
- sámán-transz
- víziólátó transz
- jós transz, (pl. Püthia Delphoi jósdájában)
- ekszomatikus transz: (testen kívüli élmény)
- eksztatikus transz (misztikusoknál)
- "gyűlölködő" transz (pl. a kamikaze bombázóknál)
- hipnotikus transz
- meditatív transz (mély meditáció alatt)
- médium transz (egy szellem megnyilvánulásakor)
- orgazmikus transz (orgazmus alatt)
- erotikus transz
- pszichedelikus transz (hallucinogén szerek hatása alatt)
- alvajáró transz
- terminál transz (a halál szélén → halálközeli élmény)
- disszociatív identitászavar

## Előidézése
Transzállapot felléphet az egyénben 
- akaratlagosan (pl. önhipnózis, körforgás, sámán-technikák, böjtölés és vízivástól való tartózkodás stb.),
- szuggesztió hatására (hipnózis),
- társadalmi és perceptuális elszigetelődés hatására,[5]
- monoton ingerekre (pl. orgazmus),
- betegség hatására (disszociáció),
- kábítószerek, hallucinogén szerek fogyasztása által.

Az akaratlagosan előidézett transz két fő feltétele: teljes ellazulás és fókusz. Az egyénnek a testét ki kell kapcsolnia: tudatosan, egyenként ellazítva minden izmát, nem törődve a viszketéssel, zsibbadással, fájdalommal stb. A megfelelő fókusz vagy koncentráció pedig az elme ügye. A sámánizmusban gyakran alkalmaznak monoton ágenst, például ritmikus dobszót, vagy egyes népeknél – mint a csukcsoknál és burjátoknál teszik – egy bot földhöz való ütögetésének ritmikus mozgása is megteszi. Ha elég hosszan végzik az előbbieket, akkor a transzállapot bekövetkezik.
Diszkókban az erőteljes basszus frekvenciák a zenékben (→ trance, rave-zene stb.), az ismétlődés, a monoton ritmusú testmozgás, a hosszabb időtartamig állandó tempó, továbbá a fényjáték együttes alkalmazása is kiválthat módosult tudatállapotot. Ez a "techno-sámánizmus". A kialakulásához viszont szükséges, hogy az egyén maga is transzba akarjon kerülni, és szellemileg fel kell készülnie az eseményre.
Az olyan növények fogyasztása, mint a sisakvirág, a nadragulya, a kávé, a koka, a datura, a babér vagy a mandragóra, a tapasztalatok szerint nem hoznak létre transzállapotot, de kedvező körülményeket biztosítanak arra, hogy az ilyen állapot létrejöhessen.

## Fordítás
- Ez a szócikk részben vagy egészben  a   Trance című angol Wikipédia-szócikk fordításán alapul.  Az eredeti cikk szerkesztőit annak laptörténete sorolja fel. Ez a jelzés csupán a megfogalmazás eredetét és a szerzői jogokat jelzi, nem szolgál a cikkben szereplő információk forrásmegjelöléseként.
- Ez a szócikk részben vagy egészben  a   Trance című német Wikipédia-szócikk fordításán alapul.  Az eredeti cikk szerkesztőit annak laptörténete sorolja fel. Ez a jelzés csupán a megfogalmazás eredetét és a szerzői jogokat jelzi, nem szolgál a cikkben szereplő információk forrásmegjelöléseként.
- Ez a szócikk részben vagy egészben  a(z)   Транс (психическое состояние) című orosz Wikipédia-szócikk fordításán alapul.  Az eredeti cikk szerkesztőit annak laptörténete sorolja fel. Ez a jelzés csupán a megfogalmazás eredetét és a szerzői jogokat jelzi, nem szolgál a cikkben szereplő információk forrásmegjelöléseként.